# Hôtel des Monnaies/Munthof
Hôtel des Monnaies/Munthof – stacja metra w Brukseli, na linii 2 i 6. Zlokalizowana jest pomiędzy stacjami Porte de Hal/Hallepoort i Louise/Louiza. Została otwarta 2 października 1988.